# 羅格朗
羅格朗（Legrand）是一家法國電子設備公司，主要生產開關、插座等電子設備，總部位於里摩日。它創立於1865年，本來是一家瓷器生產廠，1905年被弗雷德里克·羅格朗（Frédéric Legrand）收購，後來逐漸向電子設備生產方向轉型。現在在全球近90个国家或地区設有分部。

## 外部連接
- 官方網站 （页面存档备份，存于）（中文）